# مايك بايرز
مايك بايرز هو لاعب هوكي جليد كندي، ولد في 11 سبتمبر 1946 في تورونتو في كندا، وتوفي في 16 سبتمبر 2010 في نوفاتو في الولايات المتحدة.

## وصلات خارجية
- مايك بايرز على موقع دوري الهوكي الوطني (الإنجليزية)
- مايك بايرز على موقع قاعة مشاهير الهوكي (لاعب أن.إتش.أل) (الإنجليزية)
- مايك بايرز على موقع EliteProspects.com (الإنجليزية)
- مايك بايرز على موقع HockeyDB.com (الإنجليزية)
- مايك بايرز على موقع Hockey-Reference.com (الإنجليزية)